# 第48回ゴールデングローブ賞
48th Golden Globe Awards

1991年1月19日
映画賞（ドラマ部門）: 

 ダンス・ウィズ・ウルブズ 
映画賞（ミュージカル・コメディ部門）: 

 グリーン・カード 
テレビシリーズ賞（ドラマ部門）: 

 ツイン・ピークス 
テレビシリーズ賞（ミュージカル・コメディ部門）: 

 チアーズ 
第48回ゴールデングローブ賞（だい48かいゴールデングローブしょう）は、1990年の映画とテレビ番組を対象としており、1991年1月19日に発表された。

## 受賞とノミネート一覧

### 映画

#### 主演男優賞（ドラマ部門）
- ジェレミー・アイアンズ - 『運命の逆転』
  - ケビン・コスナー - 『ダンス・ウィズ・ウルブズ』
  - リチャード・ハリス - 『ザ・フィールド』
  - アル・パチーノ - 『ゴッドファーザー PART III』
  - ロビン・ウィリアムズ - 『レナードの朝』

#### 主演男優賞（ミュージカル・コメディ部門）
- ジェラール・ドパルデュー - 『グリーン・カード』
  - マコーレー・カルキン - 『ホーム・アローン』
  - ジョニー・デップ - 『シザーハンズ』
  - リチャード・ギア - 『プリティ・ウーマン』
  - パトリック・スウェイジ - 『ゴースト/ニューヨークの幻』

#### 主演女優賞（ドラマ部門）
- キャシー・ベイツ - 『ミザリー』
  - アンジェリカ・ヒューストン - 『グリフターズ/詐欺師たち』
  - ミシェル・ファイファー - 『ロシア・ハウス』
  - スーザン・サランドン - 『ぼくの美しい人だから』
  - ジョアン・ウッドワード - 『ミスター&ミセス・ブリッジ』

#### 主演女優賞（ミュージカル・コメディ部門）
- ジュリア・ロバーツ - 『プリティ・ウーマン』
  - ミア・ファロー - 『アリス』
  - アンディ・マクダウェル - 『グリーン・カード』
  - デミ・ムーア - 『ゴースト/ニューヨークの幻』
  - メリル・ストリープ - 『ハリウッドにくちづけ』

#### 監督賞
- ケビン・コスナー - 『ダンス・ウィズ・ウルブズ』
  - ベルナルド・ベルトルッチ - 『シェルタリング・スカイ』
  - フランシス・フォード・コッポラ - 『ゴッドファーザー PART III』
  - バーベット・シュローダー - 『運命の逆転』
  - マーティン・スコセッシ - 『グッドフェローズ』

#### 作品賞（ドラマ部門）
- 『ダンス・ウィズ・ウルブズ』
  - 『わが心のボルチモア』
  - 『ゴッドファーザー PART III』
  - 『グッドフェローズ』
  - 『運命の逆転』

#### 作品賞（ミュージカル・コメディ部門）
- 『グリーン・カード』
  - 『ディック・トレイシー』
  - 『ゴースト/ニューヨークの幻』
  - 『ホーム・アローン』
  - 『プリティ・ウーマン』

#### 外国語映画賞
- 『シラノ・ド・ベルジュラック』 -  フランス
  - 『夢』 -  日本
  - The Nasty Girl (Das Schreckliche Mädchen) -  西ドイツ
  - Requiem for Dominic (Requiem für Dominik) -  オーストリア
  - 『タクシー・ブルース』 -  ソビエト連邦

#### 作曲賞
- 『シェルタリング・スカイ』 - 坂本龍一、リチャード・ホロウィッツ
  - 『わが心のボルチモア』 - ランディ・ニューマン
  - 『ダンス・ウィズ・ウルブズ』 - ジョン・バリー
  - 『ゴッドファーザー PART III』 - カーマイン・コッポラ
  - 『ハバナ』 - デイヴ・グルーシン

#### 歌曲賞
- "Blaze of Glory" - ジョン・ボン・ジョヴィ（作曲・作詞） - 『ヤングガン2』
  - "Sooner or Later" - スティーヴン・サンドハイム（作曲・作詞） - 『ディック・トレイシー』
  - "What Can You Lose?" - スティーヴン・サンドハイム（作曲・作詞） - 『ディック・トレイシー』
  - "Promise Me You'll Remember" - カーマイン・コッポラ（作曲）、ジョン・ベティス（作詞） - 『ゴッドファーザー PART III』
  - "I'm Checkin' Out" - シェル・シルヴァースタイン（作曲・作詞） - 『ハリウッドにくちづけ』

#### 脚本賞
- 『ダンス・ウィズ・ウルブズ』 - マイケル・ブレイク
  - 『わが心のボルチモア』 - バリー・レヴィンソン
  - 『ゴッドファーザー PART III』 - フランシス・フォード・コッポラ、マリオ・プーゾ
  - 『グッドフェローズ』 - ニコラス・ピレッジ、マーティン・スコセッシ
  - 『運命の逆転』 - ニコラス・カザン

#### 助演男優賞
- ブルース・デイヴィソン - 『ロングタイム・コンパニオン』
  - アーマンド・アサンテ - 『Q&A』
  - ヘクター・エリゾンド - 『プリティ・ウーマン』
  - アンディ・ガルシア - 『ゴッドファーザー PART III』
  - アル・パチーノ - 『ディック・トレイシー』
  - ジョー・ペシ - 『グッドフェローズ』

#### 助演女優賞
- ウーピー・ゴールドバーグ - 『ゴースト/ニューヨークの幻』
  - ロレイン・ブラッコ - 『グッドフェローズ』
  - ダイアン・ラッド - 『ワイルド・アット・ハート』
  - シャーリー・マクレーン - 『ハリウッドにくちづけ』
  - メアリー・マクドネル - 『ダンス・ウィズ・ウルブズ』
  - ウィノナ・ライダー - 『恋する人魚たち』

### テレビ

#### 主演男優賞（ドラマ部門）
- カイル・マクラクラン - 『ツイン・ピークス』
  - スコット・バクラ - 『タイムマシーンにお願い』
  - ピーター・フォーク - 『刑事コロンボ』
  - ジェームズ・アール・ジョーンズ - 『バード事件簿』
  - キャロル・オコナー - 『新・夜の大捜査線』

#### 主演男優賞（ミュージカル・コメディ部門）
- テッド・ダンソン - 『チアーズ』
  - ジョン・グッドマン - Roseanne
  - リチャード・マリガン - Empty Nest
  - バート・レイノルズ - Evening Shade
  - フレッド・サベージ - 『素晴らしき日々』

#### 主演男優賞（ミニシリーズ・テレビ映画部門）
- ジェームズ・ガーナー - 『デコレーション・デイ/30年目の勲章』
  - スティーヴン・バウアー - 『ドラッグ・ウォーズ/麻薬戦争』
  - マイケル・ケイン - 『ファントム』
  - トム・ハルス - 『マーダー・イン・ミシシッピ/炎の十字架』
  - バート・ランカスター - 『ファントム・オブ・オペラ』
  - リック・シュローダー - 『衝撃の懐妊・私は宇宙人の子を宿した』

#### 主演女優賞（ドラマ部門）
- シャロン・グレス - 『女弁護士ロージー・オニール』
- パトリシア・ウェティグ - 『ナイスサーティーズ』
  - ダナ・デラニー - 『チャイナ・ビーチ』
  - スーザン・デイ - 『L.A.ロー 七人の弁護士』
  - ジル・アイケンベリー - 『L.A.ロー 七人の弁護士』
  - アンジェラ・ランズベリー - 『ジェシカおばさんの事件簿』

#### 主演女優賞（ミュージカル・コメディ部門）
- カースティ・アレイ - 『チアーズ』
  - キャンディス・バーゲン - 『TVキャスター マーフィー・ブラウン』
  - キャロル・バーネット - Carol & Company
  - ロザンヌ・バー - Roseanne
  - ケイティ・セガール - Married... with Children

#### 主演女優賞（ミニシリーズ・テレビ映画部門）
- バーバラ・ハーシー - A Killing in a Small Town
  - スザンヌ・プレシェット - Leona Helmsley: The Queen of Mean
  - アネット・オトゥール - 『若き日のJFK』
  - レスリー・アン・ウォーレン - 『シークレット・サブマリン』
  - ステファニー・ジンバリスト - 『キャロラインはだれ?』

#### 作品賞（ドラマ部門）
- 『ツイン・ピークス』
  - 『チャイナ・ビーチ』
  - 『新・夜の大捜査線』
  - 『L.A.ロー 七人の弁護士』
  - 『ナイスサーティーズ』

#### 作品賞（ミュージカル・コメディ部門）
- 『チアーズ』
  - 『浮気なおしゃれミディ』
  - The Golden Girls
  - Married... with Children
  - 『TVキャスター マーフィー・ブラウン』

#### 作品賞（ミニシリーズ・テレビ映画部門）
- 『デコレーション・デイ/30年目の勲章』
  - 『キャロラインはだれ?』
  - 『シークレット・サブマリン』
  - 『若き日のJFK』
  - 『ファントム・オブ・オペラ』

#### 助演男優賞
- チャールズ・ダーニング - 『若き日のJFK』
  - バリー・ミラー - 『7人の検事』
  - ジミー・スミッツ - 『L.A.ロー 七人の弁護士』
  - ディーン・ストックウェル - 『タイムマシーンにお願い』
  - ブレア・アンダーウッド - 『L.A.ロー 七人の弁護士』

#### 助演女優賞
- パイパー・ローリー - 『ツイン・ピークス』
  - シェリリン・フェン - 『ツイン・ピークス』
  - フェイス・フォード - 『TVキャスター マーフィー・ブラウン』
  - マーグ・ヘルゲンバーガー - 『チャイナ・ビーチ』
  - パーク・オーヴァーオール - Empty Nest